# Дубовий гай. Старі дуби
Дубо́вий гай. Старі́ дуби́ (Ділянка 250-річних дубів) — ботанічна пам'ятка природи місцевого значення в Україні. Розташована на території міста Запоріжжя, між вулицею Гліссерна і Прибережною автомагістраллю. 
Площа 5 га. Статус присвоєно згідно з рішенням Запорізького облвиконкому від 24.05.1972 року № 206. Перебуває у віданні: Запорізький міськкомунгосп. 
Статус присвоєно для збереження залишків дубового лісу на заплаві річки Мокра Московка. Пам'ятка природи розташована на території парку «Дубовий Гай».

## Галерея

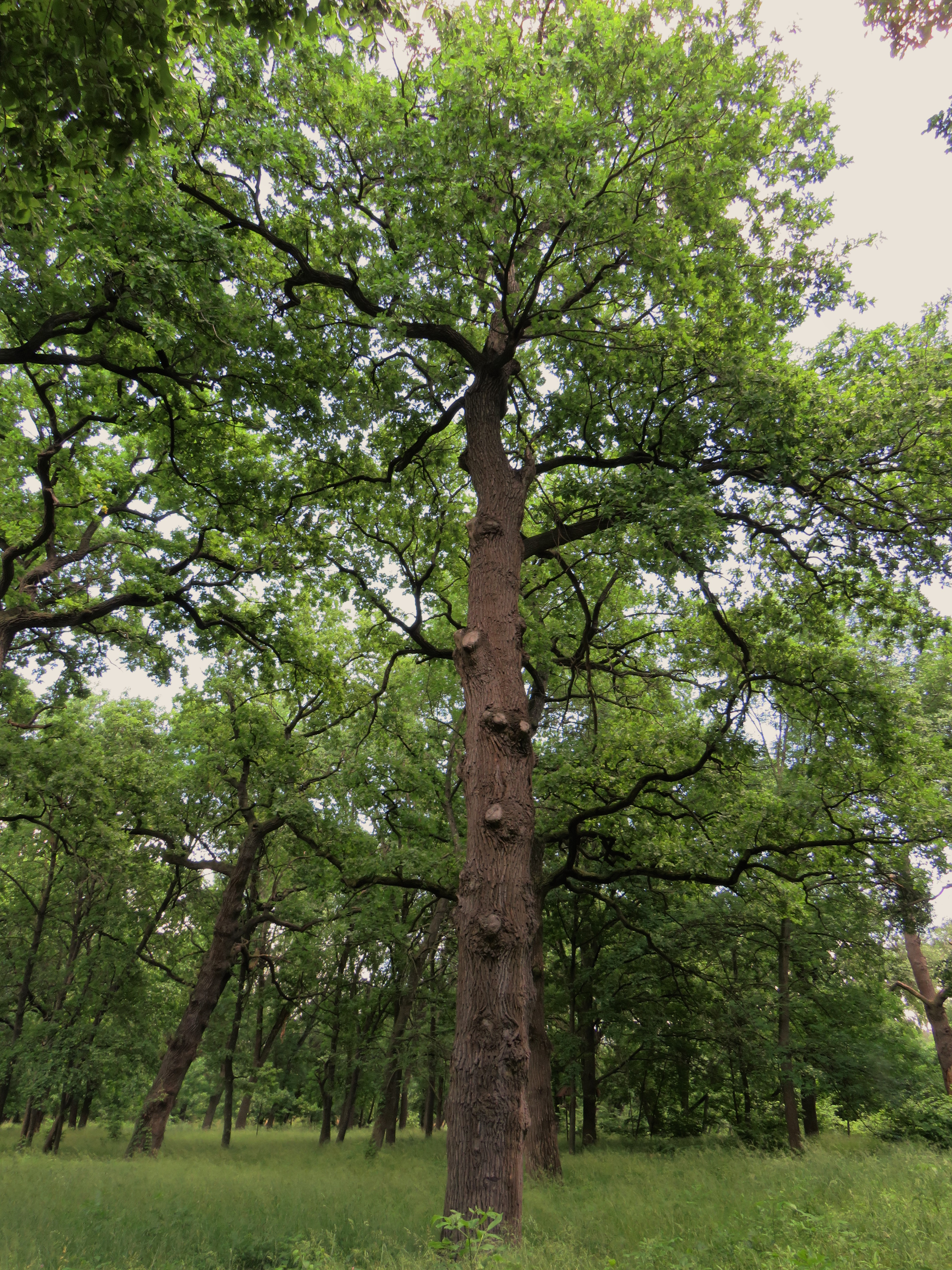
Дубовий гай
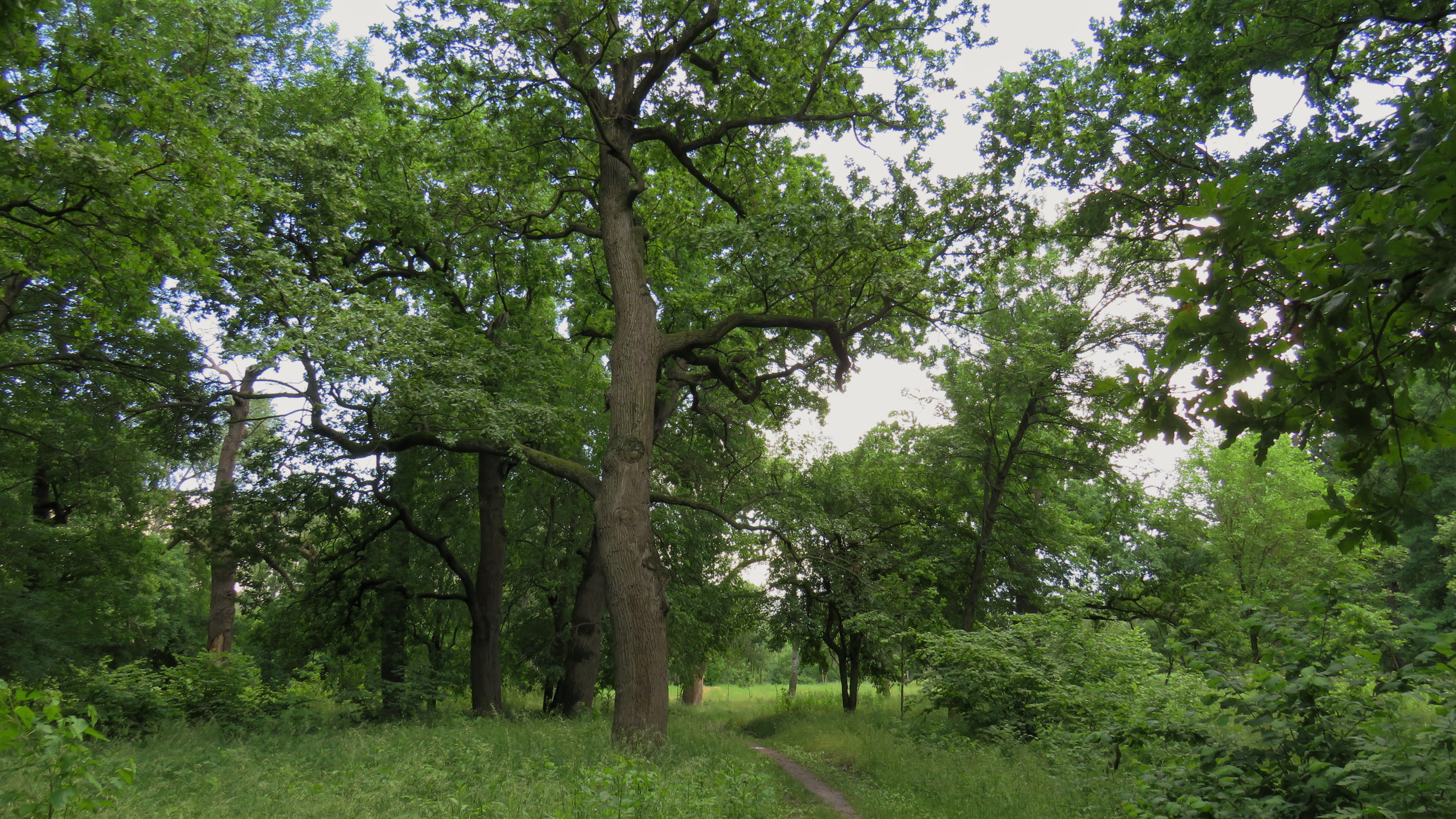
Дуби велетнi